# Ойстриця (Дравоград)
Ойстриця (словен. Ojstrica) — поселення в общині Дравоград, Регіон Корошка, Словенія. Висота над рівнем моря: 982,5 м.